# صانع المعجزات (فلم)
صانع المعجزات هو فيلم يصور حياة يسوع المسيح حسب العهد الجديد بطريقة الصلصال أو التصوير مع التوقف المشابهة للكرتون وهو من إخراج المخرج الأمريكي من أصل روسي ستانيسلاف سوكولوف سنة 2000 ولغته الأصلية هي الإنجليزية ولكنه ترجم لأكثر من مئة لغة أبرزها اللغة العربية وقام بها مترجمون من مصر.

## وصلات خارجية
- مقالات تستعمل روابط فنية بلا صلة مع ويكي بيانات

1. ↑  "معلومات عن صانع المعجزات (فيلم) على موقع 2011.russiancinema.ru". 2011.russiancinema.ru. مؤرشف من الأصل في 2016-04-05.
2. ↑  "معلومات عن صانع المعجزات (فيلم) على موقع imdb.com". imdb.com. مؤرشف من الأصل في 2019-10-28.
3. ↑  "معلومات عن صانع المعجزات (فيلم) على موقع netflix.com". netflix.com. مؤرشف من الأصل في 2018-04-28.